# Danae bulbifera
Danae bulbifera es una especie de coleóptero de la familia Endomychidae.

## Distribución geográfica
Habita en Tabora (Tanzania).